# Sălacea
Sălacea è un comune della Romania di 3 141 abitanti, ubicato nel distretto di Bihor, nella regione storica della Transilvania.
Il comune è formato dall'unione di 2 villaggi: Otomani e Sălacea.